# يانجسان
يانجسان هي مدينة في كوريا الجنوبية، تتبع مقاطعة غيونغسانغ الجنوبية، بلغ عدد سكانها 297,532 نسمة في 2015، تبلغ مساحتها 484.16 كيلومتر مربع.